# Prick Up Your Ears
Prick Up Your Ears («Навострите ваши уши») — шестая серия пятого сезона мультсериала «Гриффины». Премьерный показ состоялся 19 ноября 2006 года на канале FOX.

## Сюжет
Лоис застаёт Стьюи, Криса и его друзей за просмотром порнофильма, и решает поговорить об этом с учительницей Криса по половому воспитанию, но оказывается, что в школе эта должность отсутствует — в целях экономии школьных денег. Лоис решает занять это место, чтобы рассказывать детям о сексуальных отношениях. Узнав об этом, Питер решает тоже «просветить» школьников о сексе. Вскоре Лоис увольняют, признав её работу слишком смелой, а на её место берут проповедника из Первой Евангельской Церкви, который отвергает как добрачный секс, так и секс в браке.
Речи нового преподавателя вызывают странные мысли в голове Мег и её нового парня Дага (Doug): они решают заняться «сексом в ухо», чтобы не нарушить обет безбрачия. От Мег Питер узнаёт, что «занятие сексом приведет к вступлению в Аль-Кайду» (having sex will make you automatically an Al-qaeda) и тому, что «член отвалится, перелетит в другое измерение, населённое собаками, которые его немедленно съедят», поэтому он решает им больше не заниматься, или, в крайнем случае, только «в ухо». Чтобы разобраться с этим, Лоис идёт к Мег и застаёт ту, занимающуюся «ушным сексом» с Дагом.
Лоис устаёт от семейной жизни без секса, и фактически насилует Питера. После этого они решают вернуть в школу «нормальное» сексуальное образование. Обманом проникнув в школу, Лоис рассказывает детям, что это нормально — заниматься сексом, когда хочется, нужно лишь использовать презерватив. Мег берёт это на вооружение, но Даг бросает её, увидев первый раз голой.
Тем временем у Стьюи выпадает зуб, а Брайан и Крис рассказывают ему о зубной фее, кладущей деньги под подушку за каждый выпавший зуб. У малыша возникает идея поймать её и отобрать у неё все деньги. Однако первая попытка проваливается, и тогда Стьюи решает позаимствовать зуб у Джиллиан. Тот приглашает девушку в ресторан и подстраивает ситуацию, чтобы её стошнило. Зуб добыт, но Брайан рассказывает малышу, что зубной феи не существует, и Стьюи успокаивается.

## Создание
Автор сценария: Черри Чеваправатдумронг.
Режиссёр: Джеймс Пардам.
Композитор: Рон Джоунс.
Приглашённые знаменитости: Гэри Коул (камео), Дрю Бэрримор (в роли Джиллиан), Дэвид Кросс и Майнди Кон.

## Интересные факты